# 人大附中深圳学校
人大附中深圳学校是经深圳市教育局批准、深圳市大鹏新区管委会所属、人大附中承办的全日制公办学校，是人大附中联合学校总校的成员校，是人大附中在北京市外承办的第一所公办学校。
2017年，人大附中深圳学校正式开学，学校包含九年一贯部和高中部两个校区。

## 周边产品（文创）

### 2023年

#### 6周年纪念币
正面为校徽，反面为大鹏展翅。有蓝金和白金两种配色。